# Callionima gracilis
Callionima gracilis là một loài bướm đêm thuộc họ Sphingidae. Nó được mô tả ban đầu bởi Jordan với tên Hemeroplanes gracilis vào năm 1923. Nó là loài đặc hữu của Cuba.
Con trưởng thành có thể bay làm nhiều đợt. Về kích cỡ và màu, nó tương tự như Callionima grisescens.